# The Pains of Growing
The Pains of Growing è il secondo album in studio della cantante canadese Alessia Cara, pubblicato nel 2018.

## Tracce
1. Growing Pains – 3:13
2. Not Today – 2:36
3. I Don't Want To – 2:42
4. 7 Days – 3:28
5. Trust My Lonely – 3:19
6. Wherever I Live – 3:05
7. All We Know – 3:23
8. A Little More – 2:26
9. Comfortable – 4:17
10. Nintendo Game – 2:41
11. Out of Love – 3:47
12. Girl Next Door – 3:22
13. My Kind – 3:01
14. Easier Said – 3:25
15. Growing Pains (Reprise) – 0:59